# Grace Boutot
Grace Boutot (* 14. Dezember 1990) ist eine US-amerikanische Biathletin.
Grace Boutot lebt in Fort Kent, startet für den 10th Mtn. Ski Club und das Maine Winter Sports Center und wird von Gary Colliander trainiert. Sie gab ihr internationales Debüt bei den Junioren-Biathlonweltmeisterschaften 2008 in Ruhpolding und wurde dort 55. im Sprint, 57. im Verfolgungsrennen und 14. im Staffelrennen. Das Einzel beendete sie nicht. Besser lief es im Jahr darauf in Canmore. Boutot wurde Neunte des Sprintrennens, 15. der Verfolgung, mit Addie Byrne und Hilary McNamee Fünfte des Staffelrennens und gewann hinter Yan Zhang die Silbermedaille im Einzel. Bei den Nordamerika-Meisterschaften 2009 in Valcartier gewann sie mit Leif Nordgren und Wynn Roberts den Titel in der Junioren-Mixedstaffel. In der folgenden Saison debütierte Boutot in Altenberg im IBU-Cup und wurde 51. des Sprints. Wenig später gewann sie als 29. eines Einzels in Nové Město na Moravě erstmals Punkte. Es ist bislang das beste Resultat in dieser Rennserie für die US-Amerikanerin, die im weiteren Saisonverlauf bei den Junioren-Weltmeisterschaften in Torsby 34. des Einzels, 45. des Sprints und 37. der Verfolgung. Daran schlossen sich die Junioren-Wettbewerbe bei den Biathlon-Europameisterschaften 2010 in Otepää an, bei denen Boutot 22. des Einzels und 35. des Sprints wurde. Bei den Nordamerikameisterschaften 2010 in ihrem Heimatort Fort Kent gewann sie die Titel in Sprint und Verfolgung der Juniorinnenrennen und kam beim Massenstart erstmals bei einem Großereignis bei den Frauen zum Einsatz. Sie belegte den sechsten Platz. Es waren zugleich die US-Meisterschaften, in dieser Wertung wurde Boutut Fünfte. 2011 nahm sie zum vierten Mal an den Junioren-Weltmeisterschaften teil. In Nové Město erreichte sie den 39. Platz im Einzel, wurde 47. im Sprint, 49. im Verfolgungsrennen und Staffel-16.
Im Dezember 2024 erklärte Boutot, dass sie im Jahr 2011 eine Beschwerde wegen fortgesetzten sexuellen Fehlverhaltens ihr gegenüber innerhalb des Trainingszentrums des US-Biathlonverbandes, dem Maine Winter Sports Center, abgegeben hatte. Daraufhin wurde ihr von Seiten des Verbandes nicht nur keine Unterstützung gewährt, sondern ihr alle Unterstützung entzogen, der Zugang zum Training unterbunden und sie vertraglich für mindestens fünf Jahre zum Schweigen gebracht. Erst nach mehr als zehn Jahren Therapie und dem Erfolg, den Joanne Reid gegen Petr Garabík mittlerweile erreicht hatte, konnte sie nun an die Öffentlichkeit treten.